# Municipio de Prophets
El municipio de Prophets (en inglés: Prophets Township) es un municipio ubicado en el condado de Sheridan en el estado estadounidense de Dakota del Norte. En el año 2010 tenía una población de 23 habitantes y una densidad poblacional de 0,25 personas por km².

## Geografía
El municipio de Prophets se encuentra ubicado en las coordenadas 47°32′41″N 100°37′11″O / 47.54472, -100.61972. Según la Oficina del Censo de los Estados Unidos, el municipio tiene una superficie total de 93.34 km², de la cual 91,91 km² corresponden a tierra firme y (1,54 %) 1,43 km² es agua.

## Demografía
Según el censo de 2010, había 23 personas residiendo en el municipio de Prophets. La densidad de población era de 0,25 hab./km². De los 23 habitantes, el municipio de Prophets estaba compuesto por el 91,3 % blancos y el 8,7 % eran de una mezcla de razas. Del total de la población el 0 % eran hispanos o latinos de cualquier raza.